# OABプライムニュース
『OABプライムニュース』（オーエービープライムニュース）は、1993年10月1日開局から2007年3月30日までに大分朝日放送が平日夕方に生放送されていたローカルワイドニュース番組である（テレビ朝日発『ステーションEYE』 → 『ANNスーパーJチャンネル』の大分県ローカルパート扱い）。

## 番組概要
- 大分朝日放送（OAB）の開局時（サービス放送開始時の翌日は9月27日から9月30日まで）から放送されていた長寿番組であり、大分県内のローカルイブニングワイドニュースとしては大分放送（OBSテレビ）の『OBSニュースライン』に次ぐ長い歴史を誇っていた。

- 2007年3月30日（金曜日）放送分をもって番組終了。13年半の歴史に幕を下ろした。後番組は、同年4月2日放送開始から2019年3月29日までの『Super Jチャンネルおおいた』となった。

- 本番組の終了により、1993年10月1日開局当時から放送されていた大分朝日放送のニュース番組は『OABニュース』のみになった。

## 歴代キャスター
- 藤丘ともみ
- 長田次郎
- 佐脇佳子
- 志垣佳奈（現・フリーアナウンサー）
- 中村康人（現・瀬戸内海放送アナウンサー）
- 宮地靖子
- 原田多美子
- 鈴木麻里
- 原田恵理子
- 天本圭子
- 楠元正孝
- 中嶋美和子（現・フリーアナウンサー）

## 放送時間
- 月曜日 - 金曜日 18:30 - 18:54（実質的な終了時刻は18:51.30、JST）